# Stefan Nippes
Stefan Nippes (* 19. Oktober 1986) ist ein ehemaliger deutscher Handballspieler.

## Karriere
Stefan Nippes begann bei der SG Solingen mit dem Handball und spielte ab 2006 beim Bergischen HC in der 2. Handball-Bundesliga. 2008 wechselte der 1,98 Meter große Torwart zum Zweitliga-Aufsteiger Leichlinger TV, wo er sich im November 2008 beim Spiel gegen die SG BBM Bietigheim das Schienbein brach. Nachdem Nippes in der Saison 2009/10 beim TUSEM Essen zwischen den Pfosten stand, kehrte er im Sommer 2010 zum Leichlinger TV zurück, der aus der 2. Liga abgestiegen war und in der neu geschaffenen 3. Liga antrat. 2011 zog sich Stefan Nippes erneut einen Schienbeinbruch zu, diesmal beim Jogging am Neujahrstag. 2013 verließ er Leichlingen und schloss sich dem Ligakonkurrenten VfL Eintracht Hagen an, von dem er 2014 zum Bundesligaabsteiger TV Emsdetten wechselte. Ab dem Sommer 2015 stand er bei der HSG Krefeld unter Vertrag. Nippes beendete 2019 verletzungsbedingt seine Karriere und übernahm bei der HSG Krefeld den Posten des Sportlicher Leiters.

## Sonstiges
Stefan Nippes’ Bruder Kristian war ebenfalls Handballspieler. Der Linkshänder stand zuletzt beim Bundesligisten Bergischer HC unter Vertrag.